# CINAHL
CINAHL (Cumulative Index to Nursing and Allied Health Literature) ist eine kostenpflichtige bibliografische Datenbank des US-amerikanischen Datenbankanbieters EBSCO Publishing. Sie umfasst überwiegend englischsprachige Fachliteratur der Pflegewissenschaft und deren Nebengebieten. 
Es gibt verschiedene Versionen (CINAHL, CINAHL Plus und CINAHL Complete), die sich in Umfang und abgedecktem Zeitraum unterscheiden. Darüber hinaus gibt es die Versionen CINAHL with Full Text und CINAHL Plus with Full Text, die auch Volltexte für eine Teilmenge der ausgewerteten Zeitschriften enthalten. Die Datenbank umfasst Artikel aus über 5.500 Zeitschriften seit dem Jahr 1937. Außerdem sind die Veröffentlichungen der American Nurses Association und der National League for Nursing ausgewertet. Insgesamt enthält die Datenbank mehr als 7,6 Millionen Einträge. Die Literatur ist anhand eines Thesaurus erschlossen, der auf den Medical Subject Headings basiert. 
Die Geschichte der Datenbank reicht zurück bis in die 1940er Jahre, als Ella Crandall, Mildred Grandbois und Mollie Sittner begannen, Artikel aus pflegewissenschaftlichen Zeitschriften auf Karteikarten zu indexieren. Unter dem Titel Cumulative Index to Nursing Literature wurden 1961 die ersten gedruckten Bände veröffentlicht. Zu dieser Zeit wurden 35 Zeitschriften ausgewertet. Die erste Online-Version erschien 1984 beim Anbieter Dialog. In den folgenden Jahren wurden auch Versionen auf Magnetband und CD-ROM angeboten, ab 1996 war die Datenbank unter dem Namen CINAHLdirect im WWW verfügbar. Im Jahr 2003 wurde die Firma Cinahl Information Systems von EBSCO gekauft.